# Liste der Baudenkmale in Pinnow (Uckermark)
In der Liste der Baudenkmale in Pinnow sind alle Baudenkmale der brandenburgischen Gemeinde Pinnow und ihrer Ortsteile aufgelistet. Grundlage ist die Veröffentlichung der Landesdenkmalliste mit dem Stand vom 31. Dezember 2020.

## Legende
In den Spalten befinden sich folgende Informationen:
- ID-Nr.: Die Nummer wird vom Brandenburgischen Landesamt für Denkmalpflege vergeben. Ein Link hinter der Nummer führt zum Eintrag über das Denkmal in der Denkmaldatenbank. In dieser Spalte kann sich zusätzlich das Wort Wikidata befinden, der entsprechende Link führt zu Angaben zu diesem Denkmal bei Wikidata.
- Lage: die Adresse des Denkmales und die geographischen Koordinaten. Link zu einem Kartenansichtstool, um Koordinaten zu setzen. In der Kartenansicht sind Denkmale ohne Koordinaten mit einem roten beziehungsweise orangen Marker dargestellt und können in der Karte gesetzt werden. Denkmale ohne Bild sind mit einem blauen bzw. roten Marker gekennzeichnet, Denkmale mit Bild mit einem grünen beziehungsweise orangen Marker.
- Bezeichnung: Bezeichnung in den offiziellen Listen des Brandenburgischen Landesamtes für Denkmalpflege. Ein Link hinter der Bezeichnung führt zum Wikipedia-Artikel über das Denkmal.
- Beschreibung: die Beschreibung des Denkmales
- Bild: ein Bild des Denkmales und gegebenenfalls einen Link zu weiteren Fotos des Baudenkmals im Medienarchiv Wikimedia Commons

## Allgemein
| ID-Nr.   | Lage   | Bezeichnung                                | Beschreibung | Bild |
| -------- | ------ | ------------------------------------------ | ------------ | ---- |
| 09130897 | (Lage) | Denkmalbereichssatzung der Gemeinde Pinnow |              | BW   |

## Baudenkmale in den Ortsteilen

### Pinnow
| ID-Nr.                           | Lage                                                  | Bezeichnung                                                                                             | Beschreibung | Bild                                                                         |
| -------------------------------- | ----------------------------------------------------- | --- | --- | ---------------------------------------------------------------------------- |
| 09131370                         | Technologie- und Gemeindezentrum 4-8, 8d, 9-11 (Lage) | Kaserne der Heeresmunitionsanstalt (MUNA), bestehend aus acht Unterkunftsgebäuden und Gemeinschaftshaus | Die Kaserne stammt aus der zweiten Hälfte der 1930er Jahre. | weitere Bilder                                                               |
| 09131371 Teilobjekt zu: 09131370 | Technologie- und Gemeindezentrum 4-8, 8d, 9-11 ()     | Mannschaftsgebäude                                                                                      | | ein Bild hochladen                                                           |
| 09131372 Teilobjekt zu: 09131370 | Technologie- und Gemeindezentrum 10 ()                | Gemeinschaftshaus & Kasino                                                                              | | ein Bild hochladen                                                           |
| 09130521                         | Dorfstraße 48 (Lage)                                  | Kirche mit Kirchhofseinfriedung und Erbbegräbnis Buchwald                                               | Die evangelische Kirche stammt aus der zweiten Hälfte des 13. Jahrhunderts, der 1732 hinzugefügte Dachturm wurde 1969 abgetragen und durch ein einfaches Satteldach ersetzt. Im Inneren stammt der Kanzelaltar aus der Mitte des 18. Jahrhunderts, das Gestühl aus der Zeit um 1600. | weitere Bilder                                                               |
| 09131504                         | Dorfstraße 53 (Lage)                                  | Wohnhaus und Stallgebäude                                                                               | | Wohnhaus und Stallgebäude                                                    |
| 09131505 Teilobjekt zu: 09131504 | Dorfstraße 53 (Lage)                                  | Stall                                                                                                   | | BW                                                                           |
| 09130583                         | (Lage)                                                | Denkmal für Gefallene des Ersten Weltkriegs, am Platz vor der Kirchhofsmauer                            | | Denkmal für Gefallene des Ersten Weltkriegs, am Platz vor der Kirchhofsmauer |
| 09130102                         | Gutshof 5 (Lage)                                      | Kolbendampfmaschine, im Landwirtschaftsmuseum                                                           | Die Kolbendampfmaschine befindet sich im Landwirtschaftsmuseum Pinnow, Gutshof 5. Die Dampfmaschine wurde 1908 von der Firma Heinrich Lanz AG hergestellt. Sie befand sich im Sägewerk in Schwedt/Oder.                                                                              | Kolbendampfmaschine, im Landwirtschaftsmuseum                                |

## Ehemalige Baudenkmale
| ID-Nr. | Lage   | Bezeichnung     | Beschreibung | Bild            |
| ------ | ------ | --------------- | ------------ | --------------- |
|        | (Lage) | Landschaftspark |              | Landschaftspark |